# Mary Akrami
Mary Akrami est la directrice du Centre de développement des compétences des femmes en Afghanistan.  

## Biographie

### Début de ses actions pour l'éducation
Elle représente son pays lors de la Conférence internationale sur l'Afghanistan (en) de Bonn, en 2001.
À partir de la fin de l'année 2002, son centre ouvre un premier refuge pour les femmes à Kaboul. 
Ce centre vise à leur fournir des conseils juridiques, des cours d'alphabétisation, un soutien psychologique et une formation de base. Ce lieu, ouvert 24 heures sur 24, accueille les femmes victimes de violences domestiques ou de mariages forcés. Jusqu'en 2021, ce sont près de 20 000 femmes qui ont utilisé le réseau de refuges. 

### Arrestation
En 2008, Mary a été arrêtée en raison de son travail de gestion d’un refuge pour femmes. Bien qu’elle n’ait été libérée de prison que quatre heures plus tard, l’arrestation a eu de grandes conséquences personnelles. À l’époque, Mary était fiancée, mais en raison de l’indignation de sa future belle-famille à la suite de son arrestation, les fiançailles ont été annulées.

### Retrait des forces américaines d'Afghanistan
Le retrait des forces américaines et les avancées talibanes en 2021 risquent de condamner les refuges. Mary Akrami dit s'être sentie trahie que les États-Unis n'aient prévu aucune clause sur les droits des femmes dans l'accord de retrait signé en 2020, et se sentir abandonnée par la communauté internationale, alors que les femmes victimes ou en risque de violences conjugales et familiales n'ont pas d'autres lieux ou aller, et que les promesses des Talibans en matière de  respect des droits des femmes « dans le cadre des valeurs islamiques  » sont très vagues.
Elle est contrainte à l'exil au Pakistan pour fuir le régime taliban.[réf. nécessaire]

## Distinctions
Elle reçoit, en 2007, le 1er prix international de la femme de courage,.
En 2018, un N-Peace award, récompensant le rôle des femmes dans la promotion de la paix, lui est décerné.